# Guillaume Costentin
Guillaume Costentin (Vire, 24 maggio 1982) è un dirigente sportivo ed ex cestista francese.